# David Bergman (officer)
David Bergman, född 1979 i Kalix, är en svensk officer (överstelöjtnant) och författare. Han gick ut Militärhögskolan Östersund år 2001. Under 2006–2011 var han en av de officerare som byggde upp det första svenska psyopsförbandet vid Ledningsregementet i Enköping. År 2008 blev han befäl över den första svenska psyops‑gruppen i Afghanistan. Han har tjänstgjort på Balkan och vid Fort Bragg i Förenta staterna.
David Bergman har en kandidatexamen i litteraturvetenskap, magisterexamen och doktorsexamen i psykologi, och forskar om prestationer under extrem press. Han skriver skönlitterära böcker med en svensk kvinnlig general, Johanna Lindström, som huvudperson. Upsala Nya Tidning bedömde hans första bok som en spännande och läsvärd dystopi.